# Cheeranakuppe, Kanakapura
Cheeranakuppe là một làng thuộc tehsil Kanakapura, huyện Ramanagara, bang Karnataka, Ấn Độ.